# 로빈 히치콕
로빈 로완 히치콕(Robyn Rowan Hitchcock)은 영국의 싱어송라이터이자 기타리스트이다. 주로 보컬과 기타를 맡지만, 그는 하모니키, 기타, 베이스 기타 역시도 연주한다.
1970년대 후반에 소프트 보이스로 데뷔한, 히치콕은 그후에 많은 솔로 아티스트로서의 경력을 시작하였다. 그의 음악성과 가사 스타일은 밥 딜런, 존 레넌, 시드 배릿으로부터 영향을 받아왔다. 히치콕의 가사들은 초현실주의, 희극적 요소, 잉글랜드인(영어)의 괴이한 묘사, 삶의 모든 부분에서의 우울함의 묘사등을 포함하는 경향을 띤다.
그는 1980년대와 90년대에 미국의 두 대형 레이블(A&M 레코드, 워너 브라더스)와 계약을 맺었지만, 크게 성공을 거두지는 못하였다.

## 디스코그래피
- Black Snake Diamond Röle, 1981
- Groovy Decay, 1982
- I Often Dream of Trains, 1984
- Fegmania!, 1985 (with the Egyptians)
- Element of Light, 1986 (with the Egyptians)
- Globe of Frogs, 1988 (with the Egyptians)
- Queen Elvis, 1989 (with the Egyptians)
- Eye, 1990
- Perspex Island, 1991 (with the Egyptians)
- Respect, 1993 (with the Egyptians)
- Moss Elixir, 1996
- Jewels for Sophia, 1999
- Luxor, 2003
- Spooked, 2004
- Olé! Tarantula, 2006 (with the Venus 3)
- Goodnight Oslo, 2009 (with the Venus 3)
- Propellor Time, 2010 (with the Venus 3)
- Tromsø, Kaptein, 2011
- Love From London, 2013
- The Man Upstairs, 2014